# Liste der Monuments historiques in Silfiac
Die Liste der Monuments historiques in Silfiac führt die Monuments historiques in der französischen Gemeinde Silfiac auf.

## Liste der Bauwerke
| Bezeichnung        | Beschreibung | Standort | Kennzeichnung | Schutzstatus | Datum | Bild           |
| ------------------ | ------------ | -------- | ------------- | ------------ | ----- | -------------- |
| Kapelle St-Laurent |              | (Lage)   | PA00091744    | Inscrit      | 1925  | weitere Bilder |

## Liste der Objekte
- Monuments historiques (Objekte) in Silfiac in der Base Palissy des französischen Kultusministeriums